# Ostrocerca albidipennis
Ostrocerca albidipennis är en bäcksländeart som först beskrevs av Walker 1852.  Ostrocerca albidipennis ingår i släktet Ostrocerca och familjen kryssbäcksländor. Inga underarter finns listade i Catalogue of Life.